# مونتوني
مونتوني (بالإيطالية: Montone)‏ هي بلدية في مقاطعة بيرودجا في إقليم أومبريا في إيطاليا.

## السكان
في سنة 1861 بلغ عدد السكان 2٬288 نسمة، وتطور العدد ليصل في سنة 2011 لـ 1٬663 نسمة.
يظهر هذا المخطط البياني تطور النمو السكاني لـ مونتوني